# 女の男

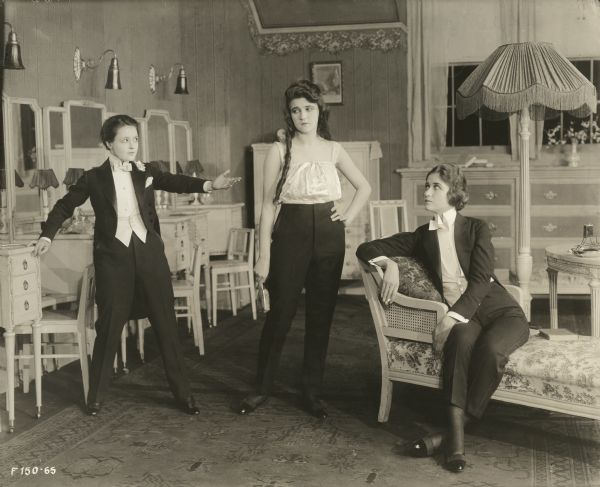
左から、トミー（マーゲリット・クラーク）、ウィリー（エルシー・ローソン）、ノエル（ヘレン・グリーン）を写したスチル写真。

『女の男』（おんなのおとこ、The Amazons）は、アメリカ合衆国で制作された1917年の映画で、ジョセフ・カウフマンが監督したサイレントのコメディ映画であり、マーゲリット・クラーク、エルシー・ローソン (Elsie Lawson)、ヘレン・グリーン (Helen Greene) が主演した。原作は、同じく『The Amazons』と題されたサー・アーサー・ウィング・ピネロによる1883年の戯曲で、フランシス・マリオンが映画用に翻案した。制作と配給はフェイマス・プレイヤーズ＝ラスキーで、パラマウント映画がフェイマス・プレイヤーズ＝ラスキー名義で配給を担った。この作品は、今日では失われた映画だと考えられている。

## あらすじ
キャッスルヨルダン侯爵夫人は、男子に恵まれず、3人の娘たちを男の子として育てた。末娘のトミーがロンドンへ出向いた際、男装して酒場へ出向いたところ、トラブルに巻き込まれるが、従兄で飛行機乗りのリッタリー卿に助けられた。その頃、母と姉たちは、舞踏会でトウィーンウエイス伯爵とド・グリヴァル伯爵に出会う。その後、帰宅した娘たちが乗馬で遠乗りに出他ところ、馬が暴走したトミーはまたしてもリッタリー卿に助けられる。トマソンはリッタリー卿に恋心を抱く。

## キャスト
- マーゲリット・クラーク - トミー卿 (Lord Tommy)
- エルシー・ローソン - ウィリー (Willie)
- ヘレン・グリーン - ノエル (Noel)
- ウィリアム・ヒンクリー (William Hinckley) - リッタリー卿 (Lord Litterly)
- ヘレン・ロビンソン (Helen Robinson) - キャッスルヨルダン侯爵夫人 (Marchioness of Castlejordan)
- エドガー・ノートン - トウィーンウエイス卿 (Lord Tweenways)
- アンドレ・ベロン (Andre Bellon) - ド・グリヴァル伯爵 (Count de Grival)
- ロクサーヌ・ランシング (Roxanne Lancing) - シューター軍曹 (Sgt. Shuter)
- ジャック・スタンディング（英語版） - （役柄不明）